# خوليو باسكونيان
خوليو بسكونيات (بالإسبانية: Julio Bascuñán González)‏ هو حكم كرة قدم تشيلي، ولد في 11 يونيو 1978 في سانتياغو في تشيلي.

## روابط خارجية
- خوليو باسكونيان على موقع Soccerway.com (الإنجليزية)